# Changy (Marne)
Changy és un municipi francès, situat al departament del Marne i a la regió del Gran Est. L'any 2007 tenia 119 habitants.

## Demografia

### Població
El 2007 la població de fet de Changy era de 119 persones. Hi havia 53 famílies, de les quals 12 eren unipersonals (12 dones vivint soles i 12 dones vivint soles), 25 parelles sense fills, 12 parelles amb fills i 4 famílies monoparentals amb fills.
La població ha evolucionat segons el següent gràfic:
Habitants censats

### Habitatges
El 2007 hi havia 66 habitatges, 55 eren l'habitatge principal de la família, 6 eren segones residències i 5 estaven desocupats. Tots els 66 habitatges eren cases. Dels 55 habitatges principals, 53 estaven ocupats pels seus propietaris i 2 estaven llogats i ocupats pels llogaters; 2 tenien una cambra, 1 en tenia dues, 6 en tenien tres, 15 en tenien quatre i 31 en tenien cinc o més. 33 habitatges disposaven pel capbaix d'una plaça de pàrquing. A 23 habitatges hi havia un automòbil i a 27 n'hi havia dos o més.

### Piràmide de població
La piràmide de població per edats i sexe el 2009 era:
| Homes | Edats   | Dones |
| ----- | ------- | ----- |
| 0     | 95 o +  | 4     |
| 0     | 90 a 94 | 0     |
| 0     | 85 a 89 | 0     |
| 4     | 80 a 84 | 4     |
| 8     | 75 a 79 | 0     |
| 4     | 70 a 74 | 4     |
| 8     | 65 a 69 | 4     |
| 0     | 60 a 64 | 4     |
| 8     | 55 a 59 | 0     |
| 4     | 50 a 54 | 8     |
| 0     | 45 a 49 | 0     |
| 20    | 40 a 44 | 4     |
| 0     | 35 a 39 | 16    |
| 4     | 30 a 34 | 4     |
| 4     | 25 a 29 | 4     |
| 4     | 20 a 24 | 4     |
| 8     | 15 a 19 | 8     |
| 4     | 10 a 14 | 8     |
| 0     | 5 a 9   | 8     |
| 4     | 0 a 4   | 0     |

## Economia
El 2007 la població en edat de treballar era de 78 persones, 58 eren actives i 20 eren inactives. De les 58 persones actives 50 estaven ocupades (29 homes i 21 dones) i 8 estaven aturades (4 homes i 4 dones). De les 20 persones inactives 13 estaven jubilades i 7 estaven classificades com a «altres inactius».

### Ingressos
El 2009 a Changy hi havia 50 unitats fiscals que integraven 117 persones, la mediana anual d'ingressos fiscals per persona era de 18.956 €.

### Activitats econòmiques
Dels 3 establiments que hi havia el 2007, 1 era d'una empresa de construcció i 2 d'empreses de comerç i reparació d'automòbils.
L'any 2000 a Changy hi havia 8 explotacions agrícoles que ocupaven un total de 192 hectàrees.

## Poblacions més properes
El següent diagrama mostra les poblacions més properes.